# Comté de Roosevelt (Nouveau-Mexique)
Pour les articles homonymes, voir Comté de Roosevelt.
Le comté de Roosevelt, en anglais : Roosevelt County, est l’un des 33 comtés de l’État du Nouveau-Mexique, aux États-Unis, à la frontière avec le Texas. Fondé le 28 février 1903, il a été baptisé en hommage à Theodore Roosevelt, vingt-sixième président du pays.
Le siège de comté est la ville de Portales.

## Comtés adjacents
|                                  | Comté de Curry Comté de Quay |                        |
| Comté de De Baca Comté de Chaves | comté de Roosevelt           | Comté de Bailey Texas  |
|                                  | Comté de Lea                 | Comté de Cochran Texas |

## Démographie
Lors du recensement de 2010, le comté comptait une population de 19 846 habitants. Elle est estimée, en 2017, à 18 847 habitants,.
| Groupe            | Comté de Roosevelt | Nouveau-Mexique | États-Unis |
| ----------------- | ------------------ | --------------- | ---------- |
| Blancs            | 76,9               | 68,4            | 72,4       |
| Autres            | 16,0               | 15,1            | 6,2        |
| Métis             | 3,2                | 3,8             | 2,9        |
| Afro-Américains   | 1,8                | 2,1             | 12,6       |
| Amérindiens       | 1,3                | 9,4             | 0,9        |
| Asiatiques        | 0,9                | 1,4             | 4,8        |
| Total             | 100                | 100             | 100        |
|                   |                    |                 |            |
| Latino-Américains | 39,9               | 46,3            | 16,7       |

Pyramide des âges du comté de Roosevelt (2000).

Selon l'American Community Survey, pour la période 2011-2015, 72,15 % de la population âgée de plus de 5 ans déclare parler anglais à la maison, alors que 24,53 % déclare parler l’espagnol, 0,70 % l'allemand et 2,62 % une autre langue.